# Gråvejr
Gråvejr er en dansk kortfilm fra 2001 skrevet og instrueret af Anne Heeno.

## Handling
En tidlig morgen mødes to mennesker - Jørgen Sørensen og Tascha Fuglsang - tilfældigt på en bro over en motorvej for at begå deres sidste handling i denne verden. Men som så mange andre møder i denne verden, får også dette afgørende implikationer for den definitive beslutning.